# Coolbeg

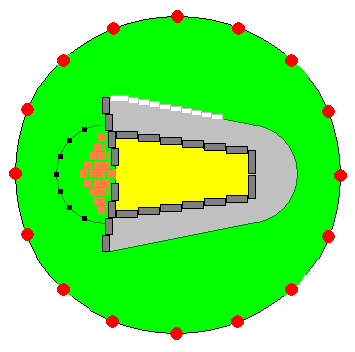
Prinzipskizze Wedge Tomb am Beispiel von Island

Das große Wedge Tomb von Coolbeg (irisch An Chúil Bheag) liegt bei einer Gruppe von Kirschbäumen, nordwestlich von Drumcliff im County Sligo in Irland, etwa 200 m westlich der Brücke über den Owney River. Wedge Tombs (deutsch „Keilgräber“, früher auch „wedge-shaped gallery grave“ genannt) sind doppelwandige, ganglose, mehrheitlich ungegliederte Megalithbauten der späten Jungsteinzeit und der frühen Bronzezeit.

## Beschreibung
Die nahezu decksteinlose Kammer ist etwa sieben Meter lang. Der erhaltene Deckstein aus Kalkstein hat ein einziges Schälchen (englisch cup). Reste der Vorkammer, der Fassade (etwa einen Meter hoch) und einige Steine des Doppelwalles sind in situ erhalten. Die Steine am Westende von Coolbeg sind etwa einen Meter hoch und nehmen zum Ostende auf 0,3 m ab.
Der Antiquitätenhändler William Gregory Wood-Martin (1847–1917) aus Sligo behauptete, dass einer der Randsteine auf der Nordseite eine Dekoration aus Cup-and-Ring-Markierungen hatte. Diese sind heute jedoch nicht mehr erkennbar und wurden vielleicht durch Verwitterung ausgelöscht. Stimmt die Angabe von Wood-Martin, so wäre dies eine für Wedge Tombs ungewöhnliche Konstellation.
Cool Beg heißt auch ein Court Tomb in Donegal.